# لیوبلیانا
لیوبلیانا(به اسلونیایی: Ljubljana) پایتخت کشور اسلوونی و با حدود ۲۷۰ هزار نفر جمعیت بزرگ‌ترین شهر این کشور است.این شهر واقع در امتداد یک مسیر تجاری مهم بین شمال دریای آدریاتیک و منطقه دانوب، در شمال بزرگ‌ترین مرداب کشور، که از دوران ماقبل تاریخ در آن مردمان اهالی ساکن بوده‌اند. لیوبلیانا مرکز فرهنگی، آموزشی، اقتصادی، سیاسی و اداری اسلوونی است. این شهر همچنین یکی از گردشگرپذیرترین و مهم ترین شهرهای اروپا است. لیوبلیانا از زیباترین و سرسبزترین شهرهای اروپایی است که هنوز هم پس از گذشت سالهای متمادی، جلوه های هنر و معماری ساختمانی رنسانس و اروپای پساقرون وسطی را حفظ کرده است.
نام آن به زبان اسلوونیایی Ljubljana، به آلمانی Laibach (لایباخ)، به ایتالیایی Lubiana، و به لاتین Labacum یا Aemona است.
محدودهٔ لیوبلیانا از زمان‌های باستان مسکونی بوده ولی این سکونتگاه در سال ۱۲۲۰ میلادی رسماً عنوان شهر یافت.
شهر لیوبلیانا در مرکز اسلوونی و در حوضه آبریز لیوبلیانا واقع شده و در طول تاریخ به عنوان چهارراهی برای برخورد فرهنگ جهان اسلاو با فرهنگ‌های ژرمنی و لاتین بوده‌است.
لیوبلیانا طی سده‌های پیاپی پایتخت منطقه تاریخی کارنیولا بود و در سده بیستم مرکز فرهنگی، آموزشی، اقتصادی، سیاسی و اداری اسلوونی شد، کشوری که از سال ۱۹۹۱ مستقل شده‌است.

## ریشه نام
ریشه نام لیوبلیانا آشکار نیست اما به احتمال زیاد از نام رودخانه لیوبلیانیتسا که از میان آن می‌گذرد گرفته شده‌است. برخی پژوهندگان ریشه نام آن را از واژه اسلاوی کهن Ljubovid دانسته‌اند و برخی آن را با واژه لاتین alluviana از ریشه eluvio به معنی «آب‌گرفتگی» هم‌ریشه می‌دانند.
در سده‌های میانه هم رودخانه و هم شهر لایباخ نامیده می‌شد که از زبان آلمانی قدیم آمده که معنی آن «آب ایستاده‌ای که سیلاب به راه می‌اندازد» است. نام لایباخ تا سال ۱۹۱۸ نام رسمی این شهر بود.

## نگارخانه

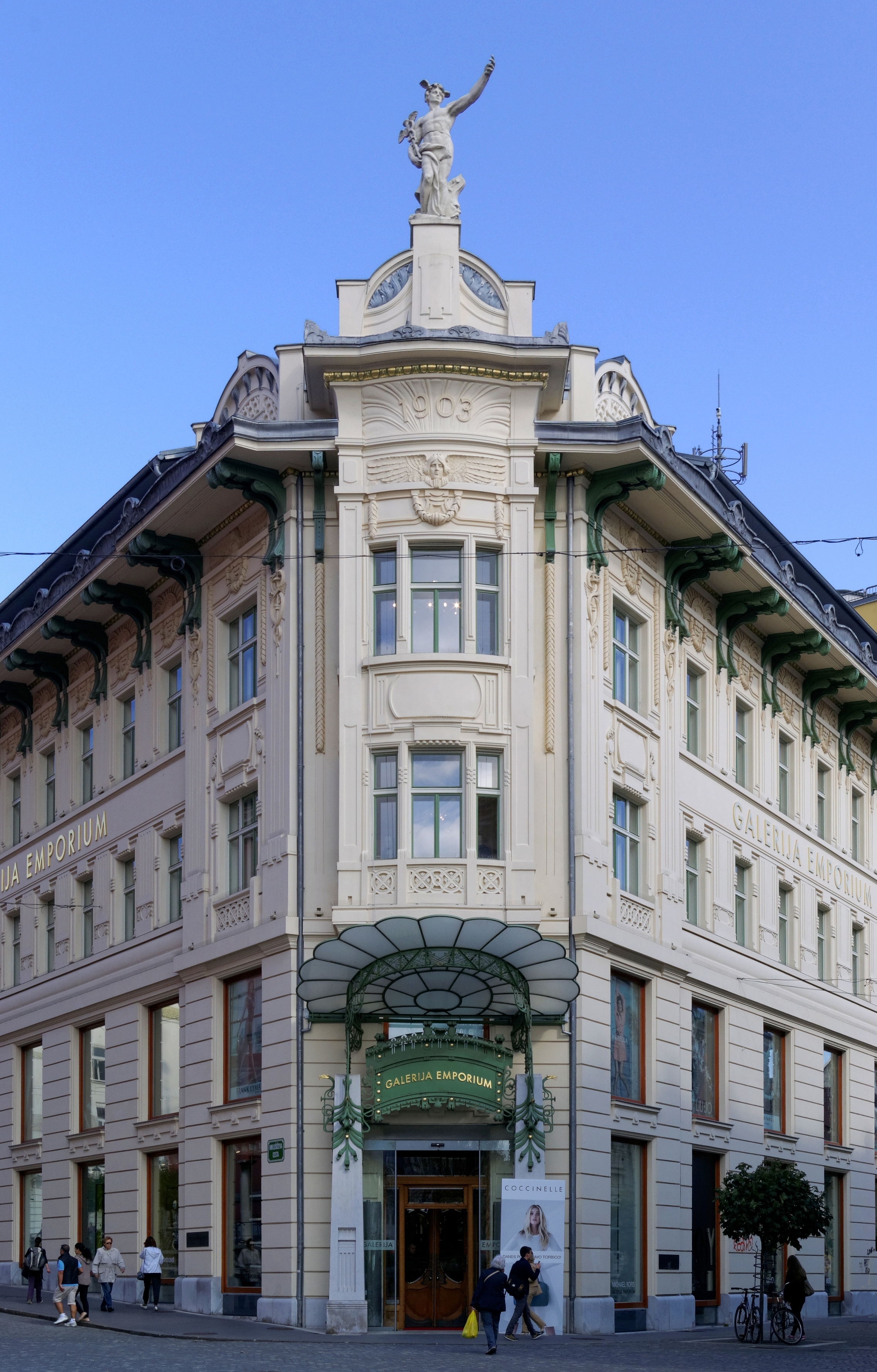
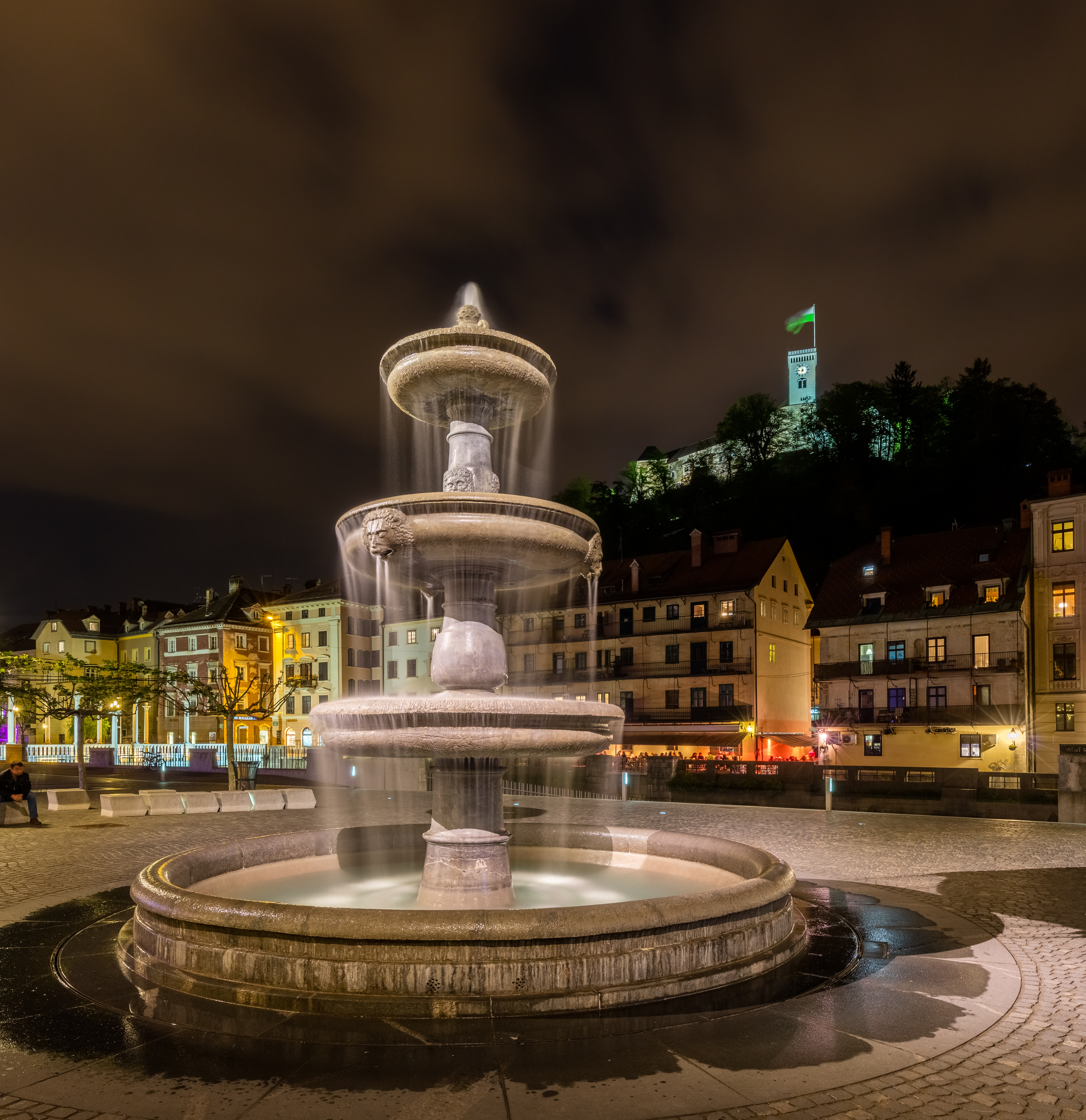